# Presezzo
Presezzo – miejscowość i gmina we Włoszech, w regionie Lombardia, w prowincji Bergamo.
Według danych na styczeń 2009 gminę zamieszkiwało 4878 osób przy gęstości zaludnienia 2290 os./1 km².